# 弗洛勒爾帕克 (紐約州)
弗洛勒爾帕克（英語：Floral Park）是位於美國紐約州拿騷縣的村。

## 人口
根據2020年美國人口普查的數據，弗洛勒爾帕克的面積為3.72平方千米，當中陸地面積為3.68平方千米，而水域面積為0.03平方千米。當地共有人口16172人，而人口密度為每平方千米4,347人。